# Manuel Pereira Figueira
Manuel Pereira Figueira foi um administrador colonial português que exerceu o cargo de Encarregado do Governo da Colónia de Angola em 1943, tendo sido antecedido por José Ferreira Rodrigues de Figueiredo dos Santos e sucedido por Vasco Lopes Alves.